# 解放号炮艇
解放号炮艇，是中国人民解放军广东军区（第十五兵团兼）江防司令部（中南军区海军前身）海防艇大队的一艘小炮艇，参加了1950年5月25日万山群岛战役的垃圾尾海战，现作为功勋艇、国家一级文物陈列于青岛市中国人民解放军海军博物馆。

## 历史
该艇的型级是第二次世界大战美制LCC登陆控制艇。战后被中国的海关、港务局等接收、购买了一些。中国人民解放军称之为“坦克登陆舰测量艇”。解放号炮艇的来历具体些信息不详。九龙海关起义船艇、1953年6月，海军“3-46”号炮艇，电影《碧海丹心》中出镜的一艘炮艇，都是同级别的LCC。
该艇二战后由美国海军出售给国民政府作为海关艇使用，1950年3月由海关移交给广东军区江防司令部，改造为炮艇，命名为“解放”号。1950年5月，“解放”号炮艇艇长梁魁庭（起义的“舞凤”号浅水炮艇副艇长），指导员是1933年参加红军的王大明。排水量28吨，艇艏25毫米炮一门，两边12.7毫米机枪各一挺，无坐力炮一门，歪把子机枪一挺。江防司令部海防大队副大队长林文虎任垃圾尾登陆的海上火力船队副队长，坐镇“解放号”炮艇指挥。1950年5月24日，参战的炮艇从黄埔港出发航渡到唐家湾海域漂泊。送来的作战命令是：5月25日凌晨两点出发，编队为解放号炮艇先行，劳动号炮艇第二，前进号炮艇第三；航行中不准使用灯光信号；拂晓到达垃圾尾妈湾海域投入战斗。
解放号炮艇于5月25日凌晨4时从牛头岛与中心洲之间的水道自北向南穿过，孤艇到达目的地垃圾尾马湾，观察到马港港停泊着中華民國海军各类舰艇20多艘，其中排水量千吨以上的大舰有4艘。國軍军舰首先发来灯光信号询问，见“解放”号没回答，随即向解放号开炮。林文虎命令“解放”号暂不开火，全速冲进國军舰群后再猛烈开火。“解放”号艇长梁魁庭熟悉国军舰艇灯光信号，发现了第三舰队旗舰是1240吨的“太和号”护航驱逐舰，“解放”号集中火力猛击“太和号”舰桥，将第三舰队司令官兼粤南防卫司令齐鸿章击成重伤（回台后截去右胳膊）。随后，“解放”号炮艇利用国军舰艇失去指挥的机会，在国军舰群中穿插出击，击中了空載排水量1625吨的战车登陆舰“中海号”起火。扫雷舰“永定”号、永康”号被击伤。“解放”号孤艇激战了一个多小时，艇上的武器几乎全部打坏，19名官兵伤13人，另有3人作战阵亡。这时天也亮了，“解放”号艇长梁魁庭头部与身上8处负伤，带伤坚持驾艇从垃圾尾岛和中心洲之间仅50米宽非常浅的水道突围，指导员王大明使用歪把子机枪压制水道两侧岛上守军海军陆战队第2旅的火力，成功摆脱了国军大舰的追击。战斗中“解放”号艇艏被重创一个大洞，灌入海水导致艇艏下沉，全艇被创上百处，船员们不停地往外舀水，坚持到返回唐家湾直接冲滩获救。“解放”艇上仅3人没有受伤。
解放号炮艇作战牺牲3人：
- 林文虎 海防舰艇队副大队长，党员，1939年参加革命，在解放炮艇上指挥作战阵亡。
- 朱朝科 解放炮艇枪炮排长，为第五十军无后坐力炮连短距离威力炮排长，战斗阵亡。
- 张云飞 解放炮艇帆缆员， 参加舞凤号起义，战斗阵亡。

## 纪念

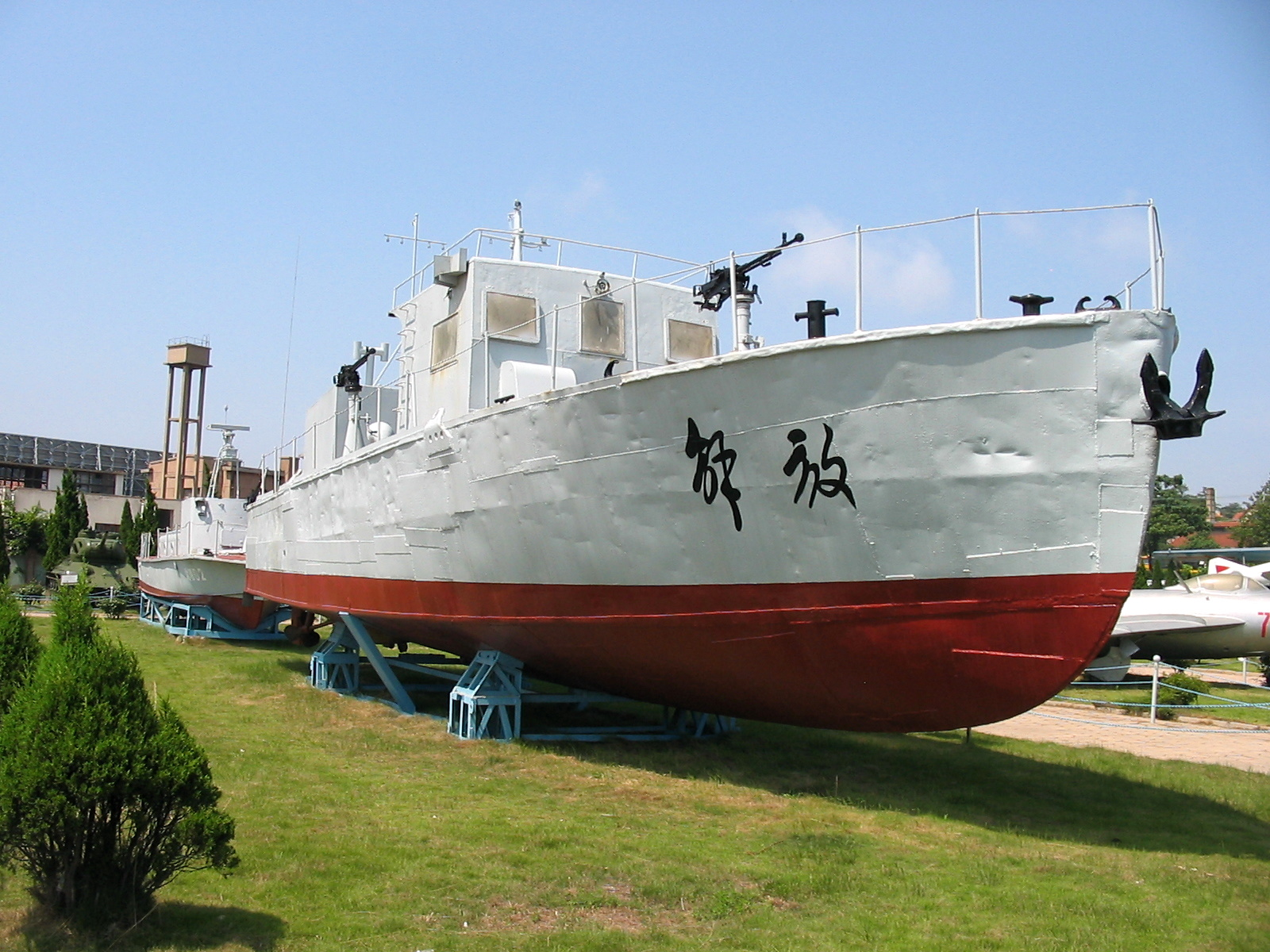
解放艇2005年的状态

毛泽东主席赞扬这次海战“是人民海军首次英勇战例，应予表扬”。林文虎被中南军区追认为海军战斗英雄。梁魁庭被授予全国战斗英雄，是出席1950年9月全国战斗英雄代表会议7名海军代表之一。解放号艇指导员王大明被授予海军战斗英雄，1951年国庆节作为中国人民解放军的战斗英雄代表六十三人之一登上天安门观礼。
战后，解放号炮艇作为英雄艇，一直保留。1989年入驻青岛海军博物馆作为革命文物展出。